# Svein Urban Ringstad
Svein Urban Ringstad (ur. 10 sierpnia 1985 r. w Bergen) – norweski wioślarz.

## Osiągnięcia
- Mistrzostwa Świata Juniorów – Ateny 2003 – czwórka podwójna – 22. miejsce[1].
- Mistrzostwa Świata U-23 – Amsterdam 2005 – jedynka wagi lekkiej – 17. miejsce[1].
- Mistrzostwa Świata U-23 – Hazewinkel 2006 – jedynka wagi lekkiej – 11. miejsce[1].
- Mistrzostwa Świata U-23 – Glasgow 2007 – dwójka podwójna wagi lekkiej – 10. miejsce[1].
- Mistrzostwa Europy – Montemor-o-Velho 2010 – jedynka wagi lekkiej – 9. miejsce[1].